# El Condado de Jaén
El Condado de Jaén és una comarca de la província de Jaén. La seva capital, com a centre administratiu, és el municipi de Navas de San Juan. Té una població de 23.904 habitants (INE, 2006) té una superfície de 1.488,11 km², i una densitat de població de 16,1 hab/km².

## Geografia
La comarca està situada al nord de la província, el seu límit septentrional és Ciudad Real i el meridional la comarca de La Loma i Las Villas, de la qual la separa el riu Guadalimar. A l'est, limita amb el Parc Natural de Cazorla, Segura i Las Villas.